# Neoplatyura palauensis
Neoplatyura palauensis är en tvåvingeart som först beskrevs av Donald Henry Colless 1966.  Neoplatyura palauensis ingår i släktet Neoplatyura och familjen platthornsmyggor. Inga underarter finns listade i Catalogue of Life.